# مرض بورغر
مرض بورجر (بالإنجليزية: Buerger's disease)‏ أو (بالإنجليزية: Thromboangiitis obliterans)‏ هو التهاب وتخثر متزايد الحدّة يصيب أجزاء من الشرايين والأوردة الصغيرة والمتوسطة في الأطراف ويرتبط هذا المرض ارتباطاً وثيقاً باستخدام التبغ سواء بالتدخين أو غيره.

## الأعراض
وهي تدور حول أعراض نقص التروية الدموية للأطراف المصابة وتتمثل في آلام متراوحة الشدة في الأطراف المصابة وحدوث تقرحات أو غنغرينا قد تؤدي إلى بتر هذة الأطراف. وفي حال تضرر الشرايين والأوردة المغذية للأمعاء بالمرض فقد يصاب المريض بغنغرينا معوية غالباً ما تؤدي إلى الوفاة.

## التشخيص
صعوبة التشخيص تكمن في أن المرض يشخص عن طريق استبعاد الأمراض الأخرى وقد وضع الدكتور أولن Olin معايير للتشخيص وهي:
1- أن يتراوح عمر المريض بين 20-40 سنة.
2 - أن يكون المصاب مدخّن للتبغ أو مدخّن سابق.
3 - وجود نقص في التروية الطرفية ممثلة في آلام أو تقرحات نقص التروية الدموية أو غنغرينا طرفية موثقة بفحوصات غير تدخلية مثل الأشعة الصوتية الملونة.
4 - استبعاد الإصابة بأمراض الاختلال المناعي أو قابلية التجلط العالية أو بمرض السكري بالفحوصات المخبرية الموثقة.
5 - استبعاد الإصابة بصمّات سادّة للشرايين من القلب أو الأوعية الدموية الكبيرة.
6 - ظواهر التهاب وانسدادات بالشرايين والأوردة دائمة الظهور على الأشعة الشريانيّة للأطراف.
يمكن الخلط بين مرض بورجر وغيره من الأمراض التي تُسبب انسدادات ونقص في التروية الطرفية بسهولة كبيرة، ونظرا إلى عدم وجود علاج لمرض بورجر لذا يجب التثبت من التشخيص. ومن الأمراض المشابهة في الأعراض: تصلب الشرايين، والذي تختلف أعراضه في أن الألم غالباً ما يكون في الساق بينما يكون الألم في مرض بورجر في القدم والتهاب باطن القلب التهاب الشغاف، وظاهرة رينو Raynaud’s phenomenon المرتبطة بأمراض الأنسجة الضامّة مثل الذئبة الحمراء lupus or scleroderma، وأخيراً أمراض سرعة تجلط وتخثر الدم.
إن أشعة الشرايين بالصبغة يمكنها أن تُساعد في تشخيص المرض حيث يظهر فيها الشريان متعرج الشكل أو متضيّق أو منسدّ بالكامل وخاصة في الشرايين الطرفية للرجلين واليدين.

## العلاج
يرتكز العلاج على التوقف التام عن التدخين أو تناول أي منتج يحتوي على التبغ، العلاج الجراحي في إزالة التخثرات أو إجراء عمليات توصيل للشرايين حسب الدواعي السريرية لكل حالة، كما إن استخذام مذيبات الخثرات ستربتوكاينيز قد يكون ذو فائدة في بعض الحالات.

## الإنذار
المرض لا يعتبر قاتل ولكنه بلا شك يُساهم في تقصير متوسط أعمار المصابين بشكل واضح كما أنه يؤثر سلباً على جودة الحياة ويكون المصاب به عرضةً إلى غنغرينا الأطراف مما يؤدي إلى بترها. ورغم أن المرض يصاحبه التهاب في الأطراف إلا أن مضاداتِ الالتهاب لم تُجدِ نفعاً في علاجه ولكنها قد تساهم في تقليل الألم المصاحب للمرض.